# 奧斯威辛縣

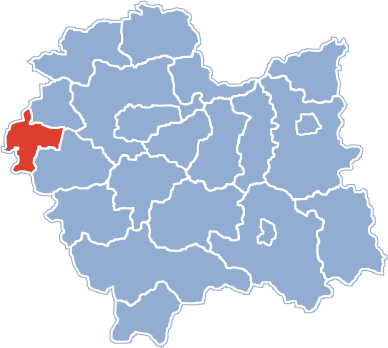

50°3′N 19°14′E / 50.050°N 19.233°E
奧斯威辛縣（波蘭語：Powiat oświęcimski），是波蘭的縣份，位於該國東南部，由小波蘭省負責管轄，首府設於奥斯威辛，面積406平方公里，2006年人口153,390，人口密度每平方公里380人。